# Ковпитська вулиця
Ковпитська вулиця — вулиця в Деснянському районі міста Києва, селище Биківня. Пролягає від Пляхівської вулиці до Рубінового провулку.

## Історія
Вулиця виникла в 2010-ті роки під проектною назвою Проектна 12638 (Дачна 2). Назва на честь розташованого неподалік давнього болота, а нині урочища Ковпит — з 2020 року.